# Machilus monticola
Machilus monticola är en lagerväxtart som beskrevs av Shu Kang Lee. Machilus monticola ingår i släktet Machilus och familjen lagerväxter. Inga underarter finns listade i Catalogue of Life.